# 新田忠誓
新田 忠誓（にった ただちか、1944年- ）は、日本の会計学者。商学博士（一橋大学・論文博士・1987年）。一橋大学名誉教授。慶應義塾大学商学部教授、一橋大学商学部教授、日本簿記学会会長、財務会計研究学会会長等を歴任。日本公認会計士協会学術賞受賞。

## 人物・経歴
1967年福島大学経済学部卒、東海銀行（現三菱UFJ銀行）入行。1968年東海銀行を退職し、福島大学経済短期大学部助手、1974年一橋大学大学院商学研究科修士課程を修了し神奈川大学経済学部専任講師に就任。1976年同助教授に昇格。1977年一橋大学大学院商学研究科博士課程単位取得満期退学。森田哲弥に師事。
1981年慶應義塾大学商学部助教授。1987年「動的貸借対照表論の計算構造論的・表示論的研究 貸借対照表の示す財政状態について」で一橋大学より商学博士の学位を取得。審査員は森田哲弥、岡本清、安藤英義。1987年慶應義塾大学商学部教授。1994年一橋大学商学部教授。2008年定年退官、一橋大学名誉教授、帝京大学大学院経済学研究科教授。2009年埼玉学園大学経営学部長・教授。2015年帝京大学経済学部教授を退職。門下に佐々木隆志がいる。
公認会計士試験委員、不動産鑑定士試験委員、税理士試験委員、全国経理教育協会簿記能力検定上級試験委員、全国商業高等学校協会会計事務検定運営委員、全国商業高等学校会計研究部専門委員、財務会計研究学会会長等を歴任。2011年から2014年まで日本簿記学会会長。
1987年日本公認会計士協会学術賞受賞
。

## 著書
- 『動的貸借対照表原理』国元書房　1987
- 『財務諸表論究 動的貸借対照表論の応用』中央経済社 1995
- 『動的貸借対照表論の原理と展開』白桃書房 1995
- 『実践財務諸表分析 会計理論と日本基準・国際基準の財務諸表の解説から分析の実践例まで』中央経済社 2017

### 共編著
- 『会計学研究』安藤英義共編著 中央経済社 1993
- 『会計学・簿記入門』村田英治,佐々木隆志,溝上達也,神納樹史共著 白桃書房 1996
- 『会計学説と会計数値の意味』渡辺陽一監修 長谷川茂共編著 森山書店 1998
- 『大学院学生と学部卒業論文テーマ設定のための財務会計論・簿記論入門』編著 白桃書房 2002
- 『エッセンス簿記会計』編著 森山書店 2004
- 『会計学大辞典 第5版』安藤英義,伊藤邦雄,廣本敏郎と編集代表 中央経済社 2007
- 『財務情報の利用可能性と簿記・会計の理論』坂上学共編著 森山書店 2008
- 『全商会計実務検定試験テキスト財務諸表分析』執筆・編修 実教出版 2008
- 『勘定科目・仕訳事典』横山和夫,渋谷武夫,菊谷正人,尾畑裕共編 中央経済社 2011

## 論文
- <新田忠誓